# 3-я Никопольская улица
Третья Ни́копольская улица — улица на юге Москвы в районе Бирюлёво Западное между Булатниковской и Мелитопольской улицами. Находится в промзоне. Нумерация домов начинается от Мелитопольской улицы.

## История
В посёлке Красный Строитель, включённом в состав Москвы в 1960 году, для устранения одноимённости несколько улиц 28 февраля 1966 года были объединены и переименованы в 1-ю, 2-ю и 3-ю Никопольские улицы. Во время застройки этой территории 1-я и 2-я улицы были упразднены. Сохранилась лишь 3-я Никопольская улица, названная по городу Никополь Днепропетровской области Украины. До переименования — улица Баумана.

## Транспорт
По 3-й Никопольской улице проходит автобус с970 (только в указанную сторону и по будням до 20:30), следующий к железнодорожной станции Покровская, к станции метро «Пражская» до станции метро «Южная».